# 앨런 화이트 (예스 드러머)
앨런 화이트(영어: Alan White, 1949년 6월 14일~2022년 5월 26일)는 밴드 예스의 드러머다. 또한 플라스틱 오노 밴드의 Live Peace in Toronto 1969 음반으로 나온 1969년 토론토 락앤롤 리바이벌 당시 드럼을 연주하기도 했다.